# カハマ
カハマ（Kahama）は、タンザニア北西部のシニャンガ州の都市。人口は24万2208人（2012年）。州都シニャンガの南西約109km、首都ドドマの北西約536kmに位置する。
東部にブズワギ金山が有る。